# Dan Ticktum

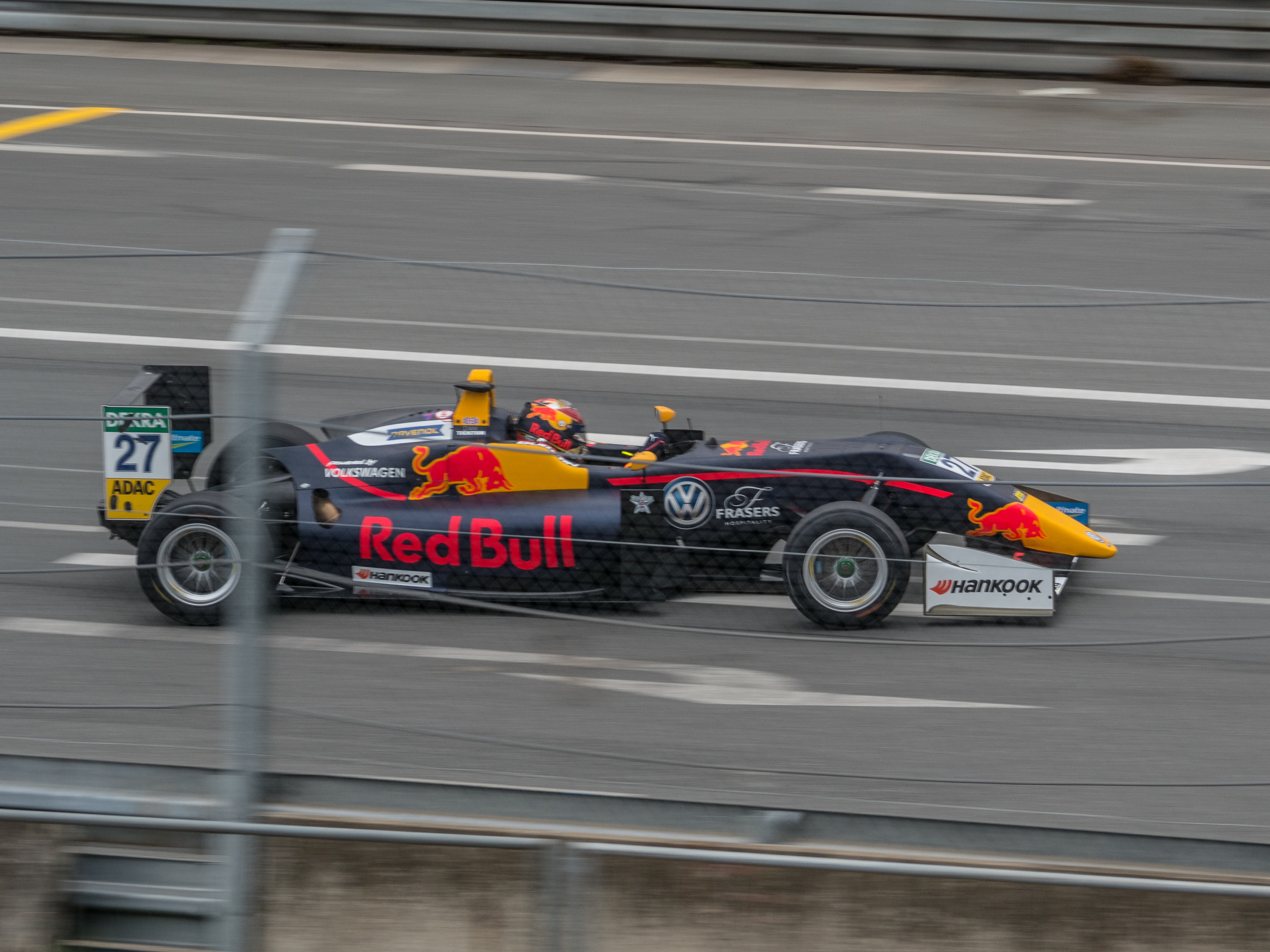
Dan Ticktum en el Campeonato Europeo de Fórmula 3 de la FIA 2018.

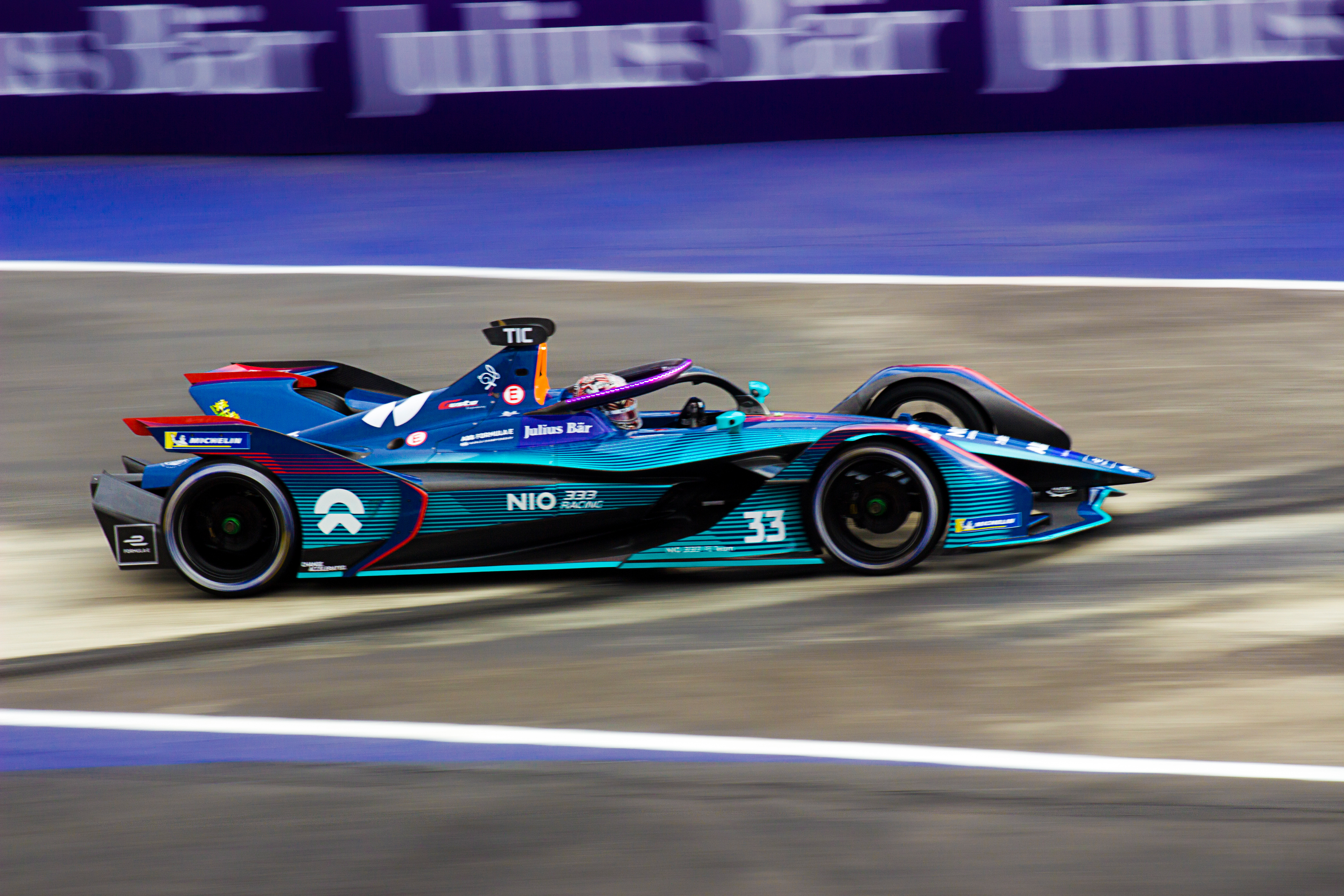
Ticktum corriendo para NIO en el e-Prix de la Ciudad de México de 2022.

Daniel Ticktum (Londres, Inglaterra, Reino Unido; 8 de junio de 1999) más conocido como Dan Ticktum, es un piloto de automovilismo británico. Fue miembro del Equipo Júnior de Red Bull. Ha sido subcampeón de la temporada 2018 del Campeonato Europeo de Fórmula 3 de la FIA para Motopark, también ganó las ediciones 2017 y 2018 del Gran Premio de Macao. Actualmente corre en la Fórmula E con NIO 333.

## Carrera

### Karting
Inició su carrera deportiva a los 8 años, en karts. En 2012 llegó a las categorías internacionales en 2012, tras ganar varios campeonatos británicos; corrió en dos campeonatos de WSK. siendo el mejor debutante ubicado en ambos. Al año siguiente quedó segundo en el Campeonato Europeo de CIK-FIA.

### Fórmula 4 y suspensión
Su primera experiencia en monoplazas fue en el Campeonato MSA Formula 2015 del Reino Unido. Durante la anteúltima fecha, Ticktum recibió un toque de Ricky Collard. En respuesta a esto,durante un periodo de coche de seguridad el piloto adelantó otros 10 competidores para luego impactar contra el monoplaza de Collard. Debido a esta acción, fue suspendido por dos años de cualquier competición automovilística.
Ese año también había competido en Fórmula Renault.

### Vuelta al automovilismo
Volvió a correr a finales de 2016, como piloto invitado en la última fecha de F3 Europea, para el equipo Carlin. En esos meses también disputó el GP de Macao y el Trofeo de Invierto de BRDC F3.
Disputó con Arden International la temporada 2017 de Eurocopa de Fórmula Renault 2.0, donde logró una victoria y 134 puntos para finalizar 7° en la clasificación final.

### GP3 Series y Fórmula 3
Ticktum debutó en GP3 Series en septiembre de 2017, con DAMS. En solo 5 carreras largadas, obtuvo más del doble de puntos que todos sus compañeros de equipo juntos en todo el campeonato, además de ser el único en terminar entre los 5 mejores en una carrera.
En noviembre de ese año, ganó el Gran Premio de Macao con un monoplaza de Motopark. Estaba tercero antes de la última curva, pero se llevó la victoria tras el choque entre Ferdinand Habsburg y Sérgio Sette Câmara.
Semanas después, Motopark lo confirmó para el Campeonato Europeo de Fórmula 3 de la FIA 2018. Fue subcampeón en dicho torneo, detrás del alemán Mick Schumacher. Volvió a ganar en Macao, lo que dejó al inglés a tres puntos de obtener la Superlicencia.

### Fórmula 2 y Super Fórmula

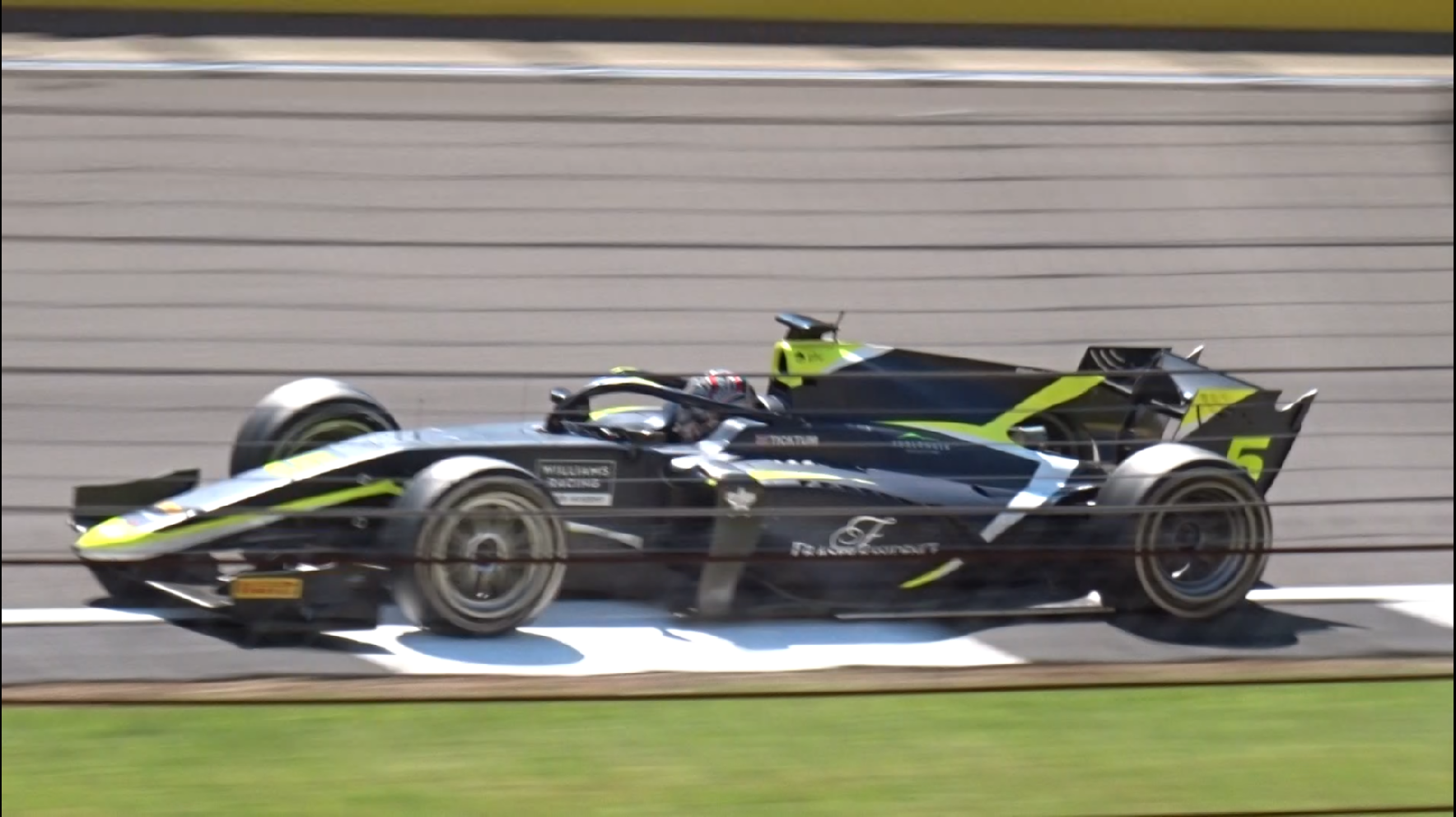
Ticktum corriendo para Carlin en la F2 2021.

Debutó en el Campeonato de Fórmula 2 en la última fecha de la temporada 2018, en BWT Arden, sin lograr puntos en ninguna carrera.
Luego de estar en las carreras 3 y 4 del Campeonato de Super Fórmula Japonesa 2018, se oficializó a finales de ese su participación a tiempo completo en la temporada 2019, con el equipo Mugen. Luego de tres carreras, Red Bull dio su lugar al mexicano Patricio O'Ward.
En 2020 regresó a la F2 con la escudería DAMS. Logró dos podios en las dos primeras rondas. Ganó por primera vez en la categoría, en la carrera corta de Silverstone 1. En la octava ronda, volvería a ganar en la carrera corta, pero fue descalificado por no tener suficiente combustible de lo permitido en su monoplaza.

### Fórmula 1
Entre 2017 y 2019, Ticktum fue miembro del Equipo Júnior de Red Bull. En 2019 probó el RB15 en los tests postcarrera en el circuito Internacional de Baréin, estableciendo el noveno mejor tiempo en el segundo día. Quedó fuera del programa debido a los bajos resultados obtenidos.
Ese mismo año, se unió a la escudería Williams para ser piloto de desarrollo. En mediados de 2021 se desvinculó del equipo. Esto sucedió días después de que Ticktum criticara al piloto de Williams F1 Nicholas Latifi. Posteriormente el británico negaría a través de su cuenta de Instagram que fue despedido por ese motivo, y afirmó que él y escudería de Grove habían acordado antes de lo sucedido en relación con Latifi no seguir más juntos, por «no tener ninguna opción de asiento de F1 en 2022».

## Resumen de carrera
| Temporada | Categoría                                       | Equipo                       | Carreras          | Victorias         | Poles             | VR                | Podios            | Puntos            | Pos.              |
| --------- | ----------------------------------------------- | ---------------------------- | ----------------- | ----------------- | ----------------- | ----------------- | ----------------- | ----------------- | ----------------- |
| 2015      | MSA Formula                                     | Fortec Motorsport            | 27                | 3                 | 3                 | 5                 | 10                | 242               | 6.º               |
| 2015      | Eurocopa de Fórmula Renault 2.0                 | Koiranen GP                  | 2                 | 0                 | 0                 | 0                 | 0                 | 0                 | NC†               |
| 2015      | Copa de Europa del Norte de Fórmula Renault 2.0 | Koiranen GP                  | 4                 | 0                 | 0                 | 0                 | 0                 | 41                | 23.º              |
| 2016      | Campeonato Europeo de Fórmula 3 de la FIA       | Carlin                       | 3                 | 0                 | 0                 | 0                 | 0                 | 0                 | NC†               |
| 2016      | BRDC Fórmula 3 Trofeo de Invierno               | Double R Racing              | 3                 | 1                 | 0                 | 1                 | 2                 | 59                | 4.º               |
| 2016      | Gran Premio de Macao                            | Double R Racing              | 1                 | 0                 | 0                 | 0                 | 0                 | N/A               | DNF               |
| 2016-17   | MRF Challenge Formula 2000                      | MRF Racing                   | 4                 | 0                 | 0                 | 0                 | 1                 | 41                | 11.º              |
| 2017      | Eurocopa de Fórmula Renault 2.0                 | Arden International          | 23                | 1                 | 1                 | 2                 | 3                 | 134               | 7.º               |
| 2017      | Copa de Europa del Norte de Fórmula Renault 2.0 | Arden International          | 5                 | 0                 | 0                 | 0                 | 1                 | 0                 | NC†               |
| 2017      | GP3 Series                                      | DAMS                         | 5                 | 0                 | 0                 | 1                 | 1                 | 34                | 11.º              |
| 2017      | Gran Premio de Macao                            | Motopark                     | 1                 | 1                 | 0                 | 0                 | 1                 | N/A               | 1.º               |
| 2018      | Campeonato Europeo de Fórmula 3 de la FIA       | Motopark                     | 30                | 4                 | 5                 | 1                 | 8                 | 308               | 2.º               |
| 2018      | Gran Premio de Macao                            | Motopark                     | 1                 | 1                 | 1                 | 1                 | 1                 | N/A               | 1.º               |
| 2018      | Campeonato de Super Fórmula Japonesa            | Team Mugen                   | 2                 | 0                 | 0                 | 0                 | 0                 | 0                 | 19.º              |
| 2018      | Campeonato de Fórmula 2 de la FIA               | BWT Arden                    | 2                 | 0                 | 0                 | 0                 | 0                 | 0                 | 23.º              |
| 2019      | Campeonato Asiático de F3 - Serie de Invierno   | Dragon Hitech GP             | 6                 | 0                 | 2                 | 0                 | 1                 | 38                | 9.º               |
| 2019      | Fórmula 1                                       | Aston Martin Red Bull Racing | Piloto de pruebas | Piloto de pruebas | Piloto de pruebas | Piloto de pruebas | Piloto de pruebas | Piloto de pruebas | Piloto de pruebas |
| 2019      | Campeonato de Super Fórmula Japonesa            | Team Mugen                   | 3                 | 0                 | 0                 | 0                 | 0                 | 1                 | 20.º              |
| 2019      | Campeonato de Fórmula Regional Europea          | Van Amersfoort Racing        | 6                 | 0                 | 0                 | 0                 | 2                 | 64                | 9.º               |
| 2019      | Gran Premio de Macao                            | Carlin Buzz Racing           | 1                 | 0                 | 0                 | 0                 | 0                 | N/A               | 13.º              |
| 2020      | Campeonato de Fórmula 2 de la FIA               | DAMS                         | 24                | 1                 | 0                 | 2                 | 4                 | 96.5              | 11.º              |
| 2021      | Campeonato de Fórmula 2 de la FIA               | Carlin                       | 23                | 2                 | 0                 | 1                 | 7                 | 159.5             | 4.º               |
| 2021-22   | Fórmula E                                       | NIO 333 Formula E Team       | 16                | 0                 | 0                 | 0                 | 0                 | 1                 | 21.º              |
| 2022-23   | Fórmula E                                       | NIO 333 FE Team              | 16                | 0                 | 0                 | 0                 | 0                 | 28                | 17.º              |
| 2023      | Gran Premio de Macao                            | Rodin Carlin                 | 1                 | 0                 | 0                 | 0                 | 0                 | N/A               | 13.º              |
| 2023-24   | Fórmula E                                       | ERT Formula E Team           | 16                | 0                 | 0                 | 0                 | 0                 | 12                | 19.º              |
| 2024-25   | Fórmula E                                       | CUPRA Kiro                   | Disputándose      | Disputándose      | Disputándose      | Disputándose      | Disputándose      | Disputándose      | Disputándose      |
| Fuente:   |                                                 |                              |                   |                   |                   |                   |                   |                   |                   |

- † Como piloto invitado, no fue apto para puntuar.

## Resultados

### Campeonato Europeo de Fórmula 3 de la FIA
(Clave) (negrita indica pole position) (cursiva indica vuelta rápida)

| Año     | Equipo   | 1       | 2         | 3        | 4     | 5         | 6       | 7       | 8         | 9       | 10      | 11      | 12        | 13       | 14      | 15      | 16    | 17      | 18      | 19      | 20      | 21      | 22      | 23      | 24      | 25      | 26        | 27      | 28       | 29       | 30       | Pos. | Puntos |
| ------- | -------- | ------- | --------- | -------- | ----- | --------- | ------- | ------- | --------- | ------- | ------- | ------- | --------- | -------- | ------- | ------- | ----- | ------- | ------- | ------- | ------- | ------- | ------- | ------- | ------- | ------- | --------- | ------- | -------- | -------- | -------- | ---- | ------ |
| 2016    | Carlin   | LEC 1   | LEC 2     | LEC 3    | HUN 1 | HUN 2     | HUN 3   | PAU 1   | PAU 2     | PAU 3   | RBR 1   | RBR 2   | RBR 3     | NOR 1    | NOR 2   | NOR 3   | ZAN 1 | ZAN 2   | ZAN 3   | SPA 1   | SPA 2   | SPA 3   | NÜR 1   | NÜR 2   | NÜR 3   | IMO 1   | IMO 2     | IMO 3   | HOC 1 13 | HOC 2 20 | HOC 3 14 | NC†  | 0†     |
| 2018    | Motopark | PAU 1 3 | PAU 2 Ret | PAU 3 5‡ | HUN 1 | HUN 2 Ret | HUN 3 2 | NOR 1 4 | NOR 2 Ret | NOR 3 1 | ZAN 1 5 | ZAN 2 6 | ZAN 3 Ret | SPA 1 13 | SPA 2 1 | SPA 3 5 | SIL 1 | SIL 2 8 | SIL 3 6 | MIS 1 6 | MIS 2 4 | MIS 3 4 | NÜR 1 3 | NÜR 2 3 | NÜR 3 4 | RBR 1 8 | RBR 2 17† | RBR 3 4 | HOC 1 5  | HOC 2 7  | HOC 3 4  | 2.º  | 308    |
| Fuente: |          |         |           |          |       |           |         |         |           |         |         |         |           |          |         |         |       |         |         |         |         |         |         |         |         |         |           |         |          |          |          |      |        |

- † Como piloto invitado, no fue apto para puntuar.
- ‡ Como no se completó el 75% de la carrera, se otorgaron la mitad de los puntos.

### GP3 Series
(Clave) (negrita indica pole position) (cursiva indica vuelta rápida puntuable)

| Año  | Escudería | 1   | 1   | 2   | 2   | 3   | 3   | 4   | 4   | 5   | 5   | 6   | 6   | 7   | 7   | 8   | 8   | Pos. | Puntos | Ref.   |
| ---- | --------- | --- | --- | --- | --- | --- | --- | --- | --- | --- | --- | --- | --- | --- | --- | --- | --- | ---- | ------ | ------ |
| 2017 | DAMS      | BAR | BAR | SPI | SPI | SIL | SIL | BUD | BUD | SPA | SPA | MNZ | MNZ | JER | JER | YMC | YMC | 11.º | 34     | [ 24 ] |
| 2017 | DAMS      |     |     |     |     |     |     |     |     |     |     | 13  | C   | 4   | Ret | 4   | 3   | 11.º | 34     | [ 24 ] |

### Campeonato de Super Fórmula Japonesa
(Clave) (negrita indica pole position) (cursiva indica vuelta rápida)

| Año     | Equipo     | 1     | 2       | 3       | 4      | 5   | 6   | 7   | Pos. | Puntos |
| ------- | ---------- | ----- | ------- | ------- | ------ | --- | --- | --- | ---- | ------ |
| 2018    | Team Mugen | SUZ   | AUT     | SUG Ret | FUJ 11 | MOT | OKA | SUZ | 19.º | 0      |
| 2019    | Team Mugen | SUZ 8 | AUT Ret | SUG 15  | FUJ    | MOT | OKA | SUZ | 20.º | 1      |
| Fuente: |            |       |         |         |        |     |     |     |      |        |

### Campeonato de Fórmula 2 de la FIA
(Clave) (negrita indica pole position) (cursiva indica vuelta rápida puntuable)

| Año  | Escudería | 1    | 1    | 2    | 2    | 3   | 3   | 4    | 4    | 5    | 5    | 6   | 6   | 7   | 7   | 8   | 8   | 9   | 9   | 10  | 10  | 11   | 11   | 12   | 12   | Pos. | Puntos | Ref.   |
| ---- | --------- | ---- | ---- | ---- | ---- | --- | --- | ---- | ---- | ---- | ---- | --- | --- | --- | --- | --- | --- | --- | --- | --- | --- | ---- | ---- | ---- | ---- | ---- | ------ | ------ |
| 2018 | BWT Arden | SAK  | SAK  | BAK  | BAK  | BAR | BAR | MON  | MON  | LEC  | LEC  | SPI | SPI | SIL | SIL | BUD | BUD | SPA | SPA | MNZ | MNZ | SOC  | SOC  | YMC  | YMC  | 23.º | 0      | [ 27 ] |
| 2018 | BWT Arden |      |      |      |      |     |     |      |      |      |      |     |     |     |     |     |     |     |     |     |     |      |      | 11   | Ret  | 23.º | 0      | [ 27 ] |
| 2020 | DAMS      | SPI1 | SPI1 | SPI2 | SPI2 | BUD | BUD | SIL1 | SIL1 | SIL2 | SIL2 | BAR | BAR | SPA | SPA | MNZ | MNZ | MUG | MUG | SOC | SOC | SAK1 | SAK1 | SAK2 | SAK2 | 11.º | 96.5   | [ 28 ] |
| 2020 | DAMS      | 5    | 3    | 8    | 2    | 9   | NC  | 8    | 1    | 15   | 7    | 9   | 10  | 6   | 10  | 7   | DSQ | 17  | 17  | 10  | 8   | 9    | 12   | 8    | 3    | 11.º | 96.5   | [ 28 ] |

| Año  | Escudería | 1   | 1   | 1   | 2   | 2   | 2   | 3   | 3   | 3   | 4   | 4   | 4   | 5   | 5   | 5   | 6   | 6   | 6   | 7   | 7   | 7   | 8   | 8   | 8   | Pos. | Puntos | Ref.   |
| ---- | --------- | --- | --- | --- | --- | --- | --- | --- | --- | --- | --- | --- | --- | --- | --- | --- | --- | --- | --- | --- | --- | --- | --- | --- | --- | ---- | ------ | ------ |
| 2021 | Carlin    | SAK | SAK | SAK | MON | MON | MON | BAK | BAK | BAK | SIL | SIL | SIL | MNZ | MNZ | MNZ | SOC | SOC | SOC | YED | YED | YED | YMC | YMC | YMC | 4.º  | 159.5  | [ 29 ] |
| 2021 | Carlin    | 8   | Ret | 2   | 6   | 1   | Ret | 2   | 6   | 8   | 8   | 3   | 2   | Ret | 11  | 3   | 1   | C   | 5   | 7   | 4   | 10  | 6   | 4   | 6   | 4.º  | 159.5  | [ 29 ] |

### Fórmula E
(Clave) (negrita indica pole position) (cursiva indica vuelta rápida puntuable)
| Año     | Escudería              | 1   | 1   | 2   | 2   | 3   | 3   | 4   | 5   | 5   | 6   | 6   | 7   | 7   | 8   | 8   | 9   | 9   | 10  | 10  | Pos. | Puntos | Ref.   |
| ------- | ---------------------- | --- | --- | --- | --- | --- | --- | --- | --- | --- | --- | --- | --- | --- | --- | --- | --- | --- | --- | --- | ---- | ------ | ------ |
| 2021-22 | NIO 333 Formula E Team | DIR | DIR | MEX | MEX | ROM | ROM | MON | BER | BER | YAK | YAK | MAR | MAR | NYC | NYC | LON | LON | SEÚ | SEÚ | 21.º | 1      | [ 30 ] |
| 2021-22 | NIO 333 Formula E Team | 18  | 19  | 18  | 18  | 19  | 10  | 12  | 19  | 20  | 18  | 18  | Ret | Ret | 17  | 12  | 17  | Ret | Ret | Ret | 21.º | 1      | [ 30 ] |
| 2022-23 | NIO 333 FE Team        | MEX | MEX | DIR | DIR | HYD | CAB | SÃO | BER | BER | MON | MON | YAK | YAK | PRT | PRT | ROM | ROM | LON | LON | 17.º | 28     | [ 31 ] |
| 2022-23 | NIO 333 FE Team        | 17  | 17  | 14  | 10  | Ret | 6   | 14  | Ret | 10  | 6   | 6   | 13  | 11  | 13  | 13  | 13  | 9   | 7   | 9   | 17.º | 28     | [ 31 ] |
| 2023-24 | ERT Formula E Team     | MEX | MEX | DIR | DIR | SÃO | TOK | MIS | MIS | MON | BER | BER | SHA | SHA | PRT | PRT | LON | LON |     |     | 19.º | 12     | [ 32 ] |
| 2023-24 | ERT Formula E Team     | 18  | 18  | 21  | Ret | 16  | 18  | 4   | 14  | 13  | 14  | 17  | 20  | 21  | 17  | 15  | 13  | 14  |     |     | 19.º | 12     | [ 32 ] |
| 2024-25 | CUPRA Kiro             | SÃO | MEX | YED | YED | MIA | MIA | MON | MON | TOK | TOK | SHA | SHA | YAK | BER | BER | LON | LON |     |     | 11.º | 85     | [ 33 ] |
| 2024-25 | CUPRA Kiro             | 8   | 16  | 18  | 9   | 7   | 7   | 7   | 15  | 5   | 3   | 4   | 16  | 1   | 9   | 14  | Ret | 14  |     |     | 11.º | 85     | [ 33 ] |